# Interregionale 1975
L'edizione 1975 è stata la sesta edizione del campionato Interregionale di calcio femminile italiano, organizzato dalla F.F.I.G.C. Corrisponde al campionato 1974-1975 del calcio maschile.
Il campionato è iniziato il 27 aprile 1975 ed è terminato il 23 novembre 1975 con l'assegnazione del titolo di campione Interregionale 1975 al C.F. Cibus Cazzago San Martino di Rodengo-Saiano.

## Stagione

### Novità
L'A.C.F. Gorgonzola è stata ammessa in Serie A a completamento organico.
Variazioni prima dell'inizio del campionato:
cambio di denominazione e sede:
- da "F.F. Interform Genova 70" a "F.F. Intemelio Genova 70" di Genova,
- da "C.F.C. Pippo Singer Club" a "C.F.C. Pippo Brasilen Sport" di Castiglione delle Stiviere,
- da "A.C.F. Mobilgam Conegliano" ad "A.C.F. Conegliano De Nardi Serrande" di Conegliano,
- da "A.C.F. Pordenone MobilGradisca" ad "A.C.F. Pordenone" di Pordenone;

hanno rinunciato al campionato di Interregionale:
- "U.S. Quart" di Quart,
- "U.S. Nus" di Nus,
- "G.S. Cinisello" di Cinisello Balsamo,
- "U.S. Tione" di Tione di Trento,
- "A.C.F. Vicenza" di Vicenza,
- "A.C.F. Crocetta Carrel" di Crocetta del Montello,
- "Tani Tendaggi Rovereto C.F." di Rovereto,
- "A.C.F. Livorno" di Livorno,
- "F.C.F. Intemelio" di Vallecrosia,
- "A.C.F. Laurel's" di Macerata,
- "C.F. Ziveri e Cavalli Trasporti Parma" di Parma,
- "A.C.F. Pescara" di Pescara,
- "A.C.F. Perugia" di Perugia San Sisto,
- "A.C.F. Bruscino Frascati" di Frascati,
- "A.C.F. Clitunno Luxline" di Campello sul Clitunno,
- "A.C.F. Potenza" di Potenza,
- "C.C.S.R. Libertas Santa Chiara" di Brindisi.

### Formula
Vi hanno partecipato 53 squadre divise in otto gironi. Il regolamento prevedeva che le prime due squadre di ogni girone più le terze dei gironi C, F e G fossero ammesse alle eliminatorie, che dopo 5 turni avrebbero promosso in Serie A le due finaliste. Non erano previste retrocessioni in Serie B Regionale perché la F.F.I.G.C. ha considerato l'Interregionale un campionato "aperto" a tutte le società che si sono iscritte avendo a disposizione un campo regolamentare ed aver pagato le tasse d'iscrizione, mentre dalla Serie B 1975, terzo ed ultimo scalino della scala gerarchica femminile, furono promosse solo le squadre vincenti. Non erano previste gare di spareggio e, in caso di due o più squadre a pari merito, per l'ammissione alle eliminatorie valide per la promozione in Serie A veniva qualificata la squadra avente la migliore differenza reti.

## Girone A

### Squadre partecipanti
| Club                     | Città      | Stagione 1974                        |
| ------------------------ | ---------- | ------------------------------------ |
| F.C.F. Alta Italia       | Cuneo      | 1º posto in Serie A Interregionale/A |
| S.S. Ardita Leumann      | Leumann    | 6º posto in Serie A Interregionale/A |
| A.C.F. Asti              | Asti       | 3º posto in Serie A Interregionale/D |
| F.C.F. Aymavilles        | Aymavilles | 7º posto in Serie A Interregionale/A |
| A.C.F. Collegno          | Collegno   | ?                                    |
| Cori S.C.F.              | Torino     | 5º posto in Serie A Interregionale/A |
| F.F. Intemelio Genova 70 | Genova     | 4º posto in Serie A Interregionale/D |
| F.C.F. Real Torino       | Torino     | 3º posto in Serie A Interregionale/A |

### Classifica finale
|  | Pos. | Squadra             | Pt | G  | V  | N | P  | GF | GS | DR  |
|  | ---- | ------------------- | -- | -- | -- | - | -- | -- | -- | --- |
|  | 1.   | Cori                | 23 | 14 | 10 | 3 | 1  | 48 | 6  | +42 |
|  | 1.   | Intemelio Genova 70 | 23 | 14 | 11 | 1 | 2  | 32 | 8  | +24 |
|  | 3.   | Alta Italia         | 20 | 14 | 9  | 2 | 3  | 32 | 8  | +24 |
|  | 4.   | Asti                | 17 | 14 | 8  | 1 | 5  | 42 | 15 | +27 |
|  | 5.   | Ardita Leumann      | 16 | 14 | 8  | 0 | 6  | 24 | 21 | +3  |
|  | 6.   | Aymavilles          | 7  | 14 | 3  | 1 | 10 | 9  | 50 | -41 |
|  | 7.   | Collegno (-1)       | 1  | 14 | 1  | 0 | 13 | 5  | 59 | -54 |
|  | 8.   | Real Torino         | 0  | 14 | 0  | 0 | 14 | 1  | 33 | -32 |

Legenda:
 Ammessa agli spareggi per la promozione in Serie A.
Note:
Due punti a vittoria, uno a pareggio, zero a sconfitta.
Il Collegno ha scontato 1 punto di penalizzazione per una rinuncia.
Il Collegno e il Real Torino hanno successivamente rinunciato al campionato di Interregionale.

## Girone B

### Squadre partecipanti
| Club                                   | Città                | Stagione 1974                        |
| -------------------------------------- | -------------------- | ------------------------------------ |
| A.C.F. Borgomanero Mobili Albertinazzi | Borgomanero          | 6º posto in Serie A Interregionale/B |
| A.C.F. Cusiana Toce                    | Omegna               | ?                                    |
| S.S. Fiamma Ceraso                     | Monza                | 9º posto in Serie A Interregionale/B |
| L.C. Confezioni Sport Biella           | Biella               | 2º posto in Serie A Interregionale/A |
| A.C.F. Pavia                           | Pavia                | 8º posto in Serie A Interregionale/B |
| U.S. Sampierdarenese                   | Genova Sampierdarena | 2º posto in Serie A Interregionale/D |

### Classifica finale
|  | Pos. | Squadra                         | Pt | G  | V  | N | P | GF | GS | DR  |
|  | ---- | ------------------------------- | -- | -- | -- | - | - | -- | -- | --- |
|  | 1.   | Sampierdarenese                 | 17 | 10 | 10 | 3 | 1 | 48 | 6  | +42 |
|  | 2.   | L.C. Confezioni Sport Biella    | 11 | 10 | 3  | 5 | 2 | 14 | 14 | 0   |
|  | 3.   | Fiamma Ceraso                   | 11 | 10 | 4  | 3 | 3 | 11 | 12 | -1  |
|  | 4.   | Borgomanero Mobili Albertinazzi | 8  | 10 | 2  | 4 | 4 | 10 | 14 | -4  |
|  | 4.   | Cusiana Toce                    | 8  | 10 | 2  | 4 | 4 | 10 | 16 | -6  |
|  | 6.   | Pavia                           | 5  | 10 | 2  | 1 | 7 | 7  | 14 | -7  |

Legenda:
 Ammessa agli spareggi per la promozione in Serie A.
Note:
Due punti a vittoria, uno a pareggio, zero a sconfitta.
Il Borgomanero Mobili Albertinazzi e il Cusiana Toce hanno successivamente rinunciato al campionato di Interregionale.

## Girone C

### Squadre partecipanti
| Club                           | Città                      | Stagione 1974                        |
| ------------------------------ | -------------------------- | ------------------------------------ |
| A.C.F. Aurora                  | Comun Nuovo                | ?                                    |
| A.C.F. Aurora Inter Club       | Casalpusterlengo           | ?                                    |
| C.S. Castrezzato               | Castrezzato                | 6º posto in Serie A Interregionale/B |
| C.F. Cibus Cazzago San Martino | Rodengo-Saiano             | 2º posto in Serie A Interregionale/B |
| C.F. Grazioli Giocattoli       | Canneto sull'Oglio         | 4º posto in Serie A Interregionale/E |
| C.F. La Brianzola              | Osnago                     | ?                                    |
| A.C.F. Pero Estintori Meteor   | Pero                       | ?                                    |
| C.F.C. Pippo Brasilen Sport    | Castiglione delle Stiviere | 5º posto in Serie A Interregionale/E |
| A.C.F. Primule Sala            | Sala di Calolziocorte      | ?                                    |

### Classifica finale
|  | Pos. | Squadra                   | Pt | G  | V  | N | P  | GF | GS | DR  |
|  | ---- | ------------------------- | -- | -- | -- | - | -- | -- | -- | --- |
|  | 1.   | Cibus Cazzago San Martino | 29 | 16 | 13 | 3 | 0  | 58 | 3  | +55 |
|  | 2.   | Primule Sala              | 26 | 16 | 12 | 2 | 2  | 45 | 12 | +33 |
|  | 3.   | Grazioli Giocattoli       | 21 | 16 | 10 | 1 | 5  | 38 | 23 | +15 |
|  | 4.   | Pero Estintori Meteor     | 20 | 16 | 9  | 2 | 5  | 25 | 19 | +6  |
|  | 5.   | Pippo Brasilen Sport      | 15 | 16 | 7  | 1 | 8  | 26 | 26 | 0   |
|  | 6.   | Aurora Inter Club         | 14 | 16 | 7  | 0 | 9  | 36 | 33 | +3  |
|  | 7.   | La Brianzola              | 9  | 16 | 4  | 1 | 11 | 16 | 36 | -20 |
|  | 8.   | Aurora Comun Nuovo        | 7  | 16 | 3  | 1 | 12 | 17 | 37 | -20 |
|  | 9.   | Castrezzato               | 3  | 16 | 1  | 1 | 14 | 12 | 81 | -69 |

Legenda:
 Ammessa agli spareggi per la promozione in Serie A.
Note:
Due punti a vittoria, uno a pareggio, zero a sconfitta.

## Girone D

### Squadre partecipanti
| Club                                | Città               | Stagione 1974                        |
| ----------------------------------- | ------------------- | ------------------------------------ |
| A.C.C.F. Azzurra                    | Castelfranco Veneto | 3º posto in Serie A Interregionale/C |
| A.C.F. Conegliano De Nardi Serrande | Conegliano          | 2º posto in Serie A Interregionale/C |
| A.C.F. Belluno                      | Belluno             | ?                                    |
| A.S.F. Gardalago Peschiera          | Peschiera del Garda | ?                                    |
| A.C.F. Pordenone                    | Pordenone           | 6º posto in Serie A                  |
| A.C.F. Edisal Floor Moquettes       | Verona              | 1º posto in Serie A Interregionale/C |

### Classifica finale
|  | Pos. | Squadra                      | Pt | G  | V | N | P | GF | GS | DR  |
|  | ---- | ---------------------------- | -- | -- | - | - | - | -- | -- | --- |
|  | 1.   | Edisal Floor Moquettes       | 15 | 10 | 7 | 1 | 2 | 15 | 6  | +9  |
|  | 2.   | Conegliano De Nardi Serrande | 12 | 10 | 4 | 4 | 2 | 13 | 10 | +3  |
|  | 3.   | Azzurra                      | 11 | 10 | 4 | 3 | 3 | 13 | 10 | +3  |
|  | 3.   | Pordenone                    | 11 | 10 | 4 | 3 | 3 | 11 | 10 | +1  |
|  | 5.   | Belluno                      | 6  | 10 | 2 | 2 | 6 | 7  | 12 | -5  |
|  | 6.   | Gardalago Peschiera          | 5  | 10 | 1 | 3 | 6 | 5  | 16 | -11 |

Legenda:
 Ammessa agli spareggi per la promozione in Serie A.
Note:
Due punti a vittoria, uno a pareggio, zero a sconfitta.

## Girone E

### Squadre partecipanti
| Club                             | Città                | Stagione 1974                        |
| -------------------------------- | -------------------- | ------------------------------------ |
| A.C.F. Agostini Viareggio        | Viareggio            | 1º posto in Serie A Interregionale/D |
| G.S. China Gambacciani Progresso | Montelupo Fiorentino | ?                                    |
| A.C.F. Pesaro Salotti Raffaello  | Pesaro               | 1º posto in Serie A Interregionale/E |
| A.C.F. Poltronificio Dall'Oca    | Ferrara              | 2º posto in Serie A Interregionale/E |
| A.C.F. Ravenna Resin Plast       | Ravenna              | 5º posto in Serie A Interregionale/E |
| S.C. The New Girls               | Bastia Umbra         | ?                                    |

### Classifica finale
|  | Pos. | Squadra                     | Pt | G  | V | N | P | GF | GS | DR  |
|  | ---- | --------------------------- | -- | -- | - | - | - | -- | -- | --- |
|  | 1.   | Agostini Viareggio          | 18 | 10 | 8 | 2 | 0 | 21 | 4  | +17 |
|  | 2.   | China Gambacciani Progresso | 13 | 10 | 5 | 3 | 2 | 19 | 5  | +14 |
|  | 3.   | Poltronificio Dall'Oca      | 11 | 10 | 4 | 3 | 3 | 11 | 14 | -3  |
|  | 4.   | Pesaro Salotti Raffaello    | 9  | 10 | 2 | 5 | 3 | 13 | 18 | -5  |
|  | 5.   | Ravenna Resin Plast         | 6  | 10 | 2 | 2 | 6 | 16 | 24 | -8  |
|  | 6.   | The New Girls               | 3  | 10 | 1 | 1 | 8 | 9  | 24 | -15 |

Legenda:
 Ammessa agli spareggi per la promozione in Serie A.
Note:
Due punti a vittoria, uno a pareggio, zero a sconfitta.

## Girone F

### Squadre partecipanti
| Club                             | Città         | Stagione 1974                        |
| -------------------------------- | ------------- | ------------------------------------ |
| G.S.G. Astro Preneste            | Roma          | ?                                    |
| C.F. I. e A. De Dominicis Mobili | Teramo        | ?                                    |
| U.S.C.F. La Colombo Nettuno      | Nettuno       | 4º posto in Serie A Interregionale/F |
| G.S.F. Lagostina Ascoli          | Ascoli Piceno | ?                                    |
| A.S.F. La Secura Assicurazioni   | Roma          | 3º posto in Serie A Interregionale/F |
| A.C.F. Lazio                     | Roma          | 2º posto in Serie A Interregionale/F |
| A.C.F. Roma Campidoglio          | Roma          | 6º posto in Serie A Interregionale/F |
| U.S.F. Salernitana               | Salerno       | 1º posto in Serie A Interregionale/G |

### Classifica finale
|  | Pos. | Squadra                     | Pt | G  | V  | N | P  | GF | GS | DR  |
|  | ---- | --------------------------- | -- | -- | -- | - | -- | -- | -- | --- |
|  | 1.   | A.C.F. Lazio                | 23 | 14 | 10 | 3 | 1  | 26 | 8  | +18 |
|  | 1.   | La Secura Assicurazioni     | 23 | 14 | 10 | 3 | 1  | 22 | 7  | +15 |
|  | 3.   | Salernitana                 | 21 | 14 | 8  | 5 | 1  | 25 | 9  | +16 |
|  | 4.   | Roma Campidoglio            | 13 | 14 | 3  | 7 | 4  | 14 | 14 | 0   |
|  | 5.   | Lagostina Ascoli            | 10 | 14 | 3  | 4 | 7  | 20 | 18 | +2  |
|  | 6.   | I. e A. De Dominicis Mobili | 9  | 14 | 3  | 3 | 8  | 11 | 17 | -6  |
|  | 7.   | La Colombo                  | 8  | 14 | 3  | 2 | 9  | 12 | 31 | -19 |
|  | 8.   | Astro Preneste              | 5  | 14 | 1  | 3 | 10 | 10 | 36 | -26 |

Legenda:
 Ammessa agli spareggi per la promozione in Serie A.
Note:
Due punti a vittoria, uno a pareggio, zero a sconfitta.
La Lazio, La Secura Assicurazioni e l'Astro Preneste hanno successivamente rinunciato al campionato di Interregionale.

## Girone G

### Squadre partecipanti
| Club                   | Città           | Stagione 1974                        |
| ---------------------- | --------------- | ------------------------------------ |
| F.B.C. Apulia Bitonto  | Bitonto         | ?                                    |
| A.C. Audace Electrolux | Lecce           | ?                                    |
| A.C.F. Avellino        | Avellino        | ?                                    |
| G.S. Bari              | Bari            | 4º posto in Serie A Interregionale/G |
| A.C.F. Foggia          | Foggia          | 5º posto in Serie A Interregionale/G |
| A.C.F. Reggina         | Reggio Calabria | 7º posto in Serie A Interregionale/G |
| A.C.F. Taranto         | Taranto         | 5º posto in Serie A Interregionale/G |

### Classifica finale
|  | Pos. | Squadra           | Pt | G  | V | N | P  | GF | GS | QR  |
|  | ---- | ----------------- | -- | -- | - | - | -- | -- | -- | --- |
|  | 1.   | Bari              | 20 | 12 | 8 | 4 | 0  | 30 | 6  | +24 |
|  | 2.   | Foggia            | 18 | 12 | 7 | 4 | 1  | 26 | 8  | +18 |
|  | 3.   | Apulia Bitonto    | 17 | 12 | 7 | 3 | 2  | 20 | 4  | +16 |
|  | 4.   | Taranto           | 16 | 12 | 6 | 4 | 2  | 18 | 11 | +7  |
|  | 5.   | Reggina           | 8  | 12 | 3 | 2 | 7  | 15 | 21 | -6  |
|  | 6.   | Avellino          | 5  | 12 | 2 | 1 | 9  | 8  | 23 | -15 |
|  | 7.   | Audace Electrolux | 0  | 12 | 0 | 0 | 12 | 0  | 44 | -44 |

Legenda:
 Ammessa agli spareggi per la promozione in Serie A.
Note:
Due punti a vittoria, uno a pareggio, zero a sconfitta.
Il Taranto e l'Audace Electrolux hanno successivamente rinunciato al campionato di Interregionale.

## Girone H
Il girone H era gestito dal Comitato Regionale Siculo e di fatto era il Campionato Siciliano. I risultati e la classifica finale non sono noti perché il Comunicato Ufficiale della F.F.I.G.C. non li ha pubblicati: si conosce solo il nome della squadra vincente (Jolly Componibili Cutispoti di Catania). Alle finali per la promozione in Serie A furono ammesse la Jolly Componibili Cutispoti e la L.C.I. Messina.
A questo campionato parteciparono solo 4 squadre:
- C.F. Jolly Componibili Cutispoti di Catania,
- A.C.F. L.C.I. Messina di Messina,
- A.C.F. Stelle del Sud di Catania,
- A.C.F. Trapani di Trapani.

## Finali per la promozione
Le reti in trasferta non valevano doppio. A parità di vittorie era qualificata la squadra con la migliore differenza reti. In caso di ugual numero di reti segnate si prendeva in considerazione anche le reti fatte e subite nei turni precedenti.

### Primo turno
|                              | Risultati      |                              | Luogo e data         |
| ---------------------------- | -------------- | ---------------------------- | -------------------- |
| L.C. Confezioni Sport Biella | 1 - 2          | Intemelio Genova 70          | ?, 14 settembre 1975 |
| Intemelio Genova 70          | 0 - 1          | L.C. Confezioni Sport Biella | ?, 21 settembre 1975 |
|                              |                |                              |                      |
| Sampierdarenese              | 0 - 0          | Cori                         | ?, 14 settembre 1975 |
| Cori                         | 0 - 2          | Sampierdarenese              | ?, 21 settembre 1975 |
|                              |                |                              |                      |
| Edisal Floor Moquettes       | 5 - 0          | Primule Sala                 | ?, 14 settembre 1975 |
| Primule Sala                 | 0 - 1          | Edisal Floor Moquettes       | ?, 21 settembre 1975 |
|                              |                |                              |                      |
| Conegliano De Nardi Serrande | 0 - 1          | Cibus Cazzago San Martino    | ?, 14 settembre 1975 |
| Cibus Cazzago San Martino    | 5 - 1          | Conegliano De Nardi Serrande | ?, 21 settembre 1975 |
|                              |                |                              |                      |
| Grazioli Giocattoli          | 2 - 3          | China Gambacciani Progresso  | ?, 14 settembre 1975 |
| China Gambacciani Progresso  | 2 - 2          | Grazioli Giocattoli          | ?, 21 settembre 1975 |
|                              |                |                              |                      |
| A.C.F. Lazio                 | 2 - 0 (a tav.) | Agostini Viareggio           | ?, 14 settembre 1975 |
| Agostini Viareggio           | 0 - 2 (a tav.) | A.C.F. Lazio                 | ?, 21 settembre 1975 |
|                              |                |                              |                      |
| Foggia                       | 1 - 1          | La Secura Assicurazioni      | ?, 14 settembre 1975 |
| La Secura Assicurazioni      | 2 - 0          | Foggia                       | ?, 21 settembre 1975 |
|                              |                |                              |                      |
| Jolly Componibili Cutispoti  | 1 - 0          | Apulia Bitonto               | ?, 14 settembre 1975 |
| Apulia Bitonto               | 1 - 0          | Jolly Componibili Cutispoti  | ?, 21 settembre 1975 |
|                              |                |                              |                      |
| Bari                         | 0 - 0          | L.C.I. Messina               | ?, 14 settembre 1975 |
| L.C.I. Messina               | 0 - 0          | Bari                         | ?, 21 settembre 1975 |
|                              |                |                              |                      |

Di fronte a delle parità assolute (pari punti e uguale differenza reti) e non avendo il regolamento campionati previsto delle gare di spareggio, il Comitato Nazionale Gare decise di ammettere al turno successivo tutte le squadre pari e precisamente: L.C. Conf. Sport Biella, F.F. Intemelio Genova 70, Jolly Componibili Cutispoti Catania, F.B.C. Apulia Bitonto, G.S. Bari e L.C.I. Messina.

### Secondo turno
|                              | Risultati |                              | Luogo e data         |
| ---------------------------- | --------- | ---------------------------- | -------------------- |
| Sampierdarenese              | 2 - 1     | Intemelio Genova 70          | ?, 28 settembre 1975 |
| Intemelio Genova 70          | 0 - 1     | Sampierdarenese              | ?, 5 ottobre 1975    |
|                              |           |                              |                      |
| L.C. Confezioni Sport Biella | 2 - 0     | Edisal Floor Moquettes       | ?, 28 settembre 1975 |
| Edisal Floor Moquettes       | 0 - 0     | L.C. Confezioni Sport Biella | ?, 5 ottobre 1975    |
|                              |           |                              |                      |
| Cibus Cazzago San Martino    | 2 - 0     | China Gambacciani Progresso  | ?, 28 settembre 1975 |
| China Gambacciani Progresso  | 0 - 3     | Cibus Cazzago San Martino    | ?, 5 ottobre 1975    |
|                              |           |                              |                      |
| A.C.F. Lazio                 | 1 - 0     | Apulia Bitonto               | ?, 28 settembre 1975 |
| Apulia Bitonto               | 1 - 1     | A.C.F. Lazio                 | ?, 5 ottobre 1975    |
|                              |           |                              |                      |
| Bari                         | 1 - 1     | Jolly Componibili Cutispoti  | ?, 28 settembre 1975 |
| Jolly Componibili Cutispoti  | 0 - 0     | Bari                         | ?, 5 ottobre 1975    |
|                              |           |                              |                      |
| L.C.I. Messina               | 0 - 2     | La Secura Assicurazioni      | ?, 28 settembre 1975 |
| La Secura Assicurazioni      | 2 - 1     | L.C.I. Messina               | ?, 5 ottobre 1975    |
|                              |           |                              |                      |

Il Jolly Componibili Cutispoti Catania è ammesso ai quarti di finale per il maggior numero di reti segnate nei due turni.

### Quarti di finale
|                              | Risultati |                              | Luogo e data       |
| ---------------------------- | --------- | ---------------------------- | ------------------ |
| Sampierdarenese              | 2 - 1     | La Secura Assicurazioni      | ?, 12 ottobre 1975 |
| La Secura Assicurazioni      | 0 - 1     | Sampierdarenese              | ?, 19 ottobre 1975 |
|                              |           |                              |                    |
| Cibus Cazzago San Martino    | 3 - 0     | L.C. Confezioni Sport Biella | ?, 26 ottobre 1975 |
| L.C. Confezioni Sport Biella | 1 - 1     | Cibus Cazzago San Martino    | ?, 19 ottobre 1975 |
|                              |           |                              |                    |
| A.C.F. Lazio                 | 2 - 1     | Jolly Componibili Cutispoti  | ?, 12 ottobre 1975 |
| Jolly Componibili Cutispoti  | 1 - 1     | A.C.F. Lazio                 | ?, 19 ottobre 1975 |
|                              |           |                              |                    |

Il Jolly Componibili Cutispoti Catania è ammesso alle semifinali per il maggior numero di reti segnate nei tre turni.

### Semifinali
|                             | Risultati |                             | Luogo e data       |
| --------------------------- | --------- | --------------------------- | ------------------ |
| Sampierdarenese             | 1 - 2     | Jolly Componibili Cutispoti | ?, 2 novembre 1975 |
| Jolly Componibili Cutispoti | 0 - 3     | Sampierdarenese             | ?, 9 novembre 1975 |
|                             |           |                             |                    |
| A.C.F. Lazio                | 2 - 4     | Cibus Cazzago San Martino   | ?, 2 novembre 1975 |
| Cibus Cazzago San Martino   | 7 - 1     | A.C.F. Lazio                | ?, 9 novembre 1975 |
|                             |           |                             |                    |

La Sampierdarenese è ammessa alla finale per la miglior differenza reti cumulata in tutti i turni.

Sampierdarenese e Cibus Cazzago San Martino promosse in Serie A 1976.

### Finale unica
|                           | Risultati   |                 | Luogo e data        |
| ------------------------- | ----------- | --------------- | ------------------- |
| Cibus Cazzago San Martino | 3 - 2 (dts) | Sampierdarenese | ?, 23 novembre 1975 |
|                           |             |                 |                     |

La Cibus Cazzago San Martino è Campione Interregionale Femminile 1975.